# Phosphoinositide
Un phosphoinositide est un dérivé phosphorylé de phosphatidylinositol. Ces phospholipides jouent un rôle important dans la signalisation cellulaire comme éléments de signalisation lipidique, dans la transduction de signal entre cellules et dans les échanges de vésicules.
Le résidu inositol peut être phosphorylé par tout une gamme de kinases sur les hydroxyles des atomes de carbone en positions 3, 4 et 5 — les hydroxyles des atomes de carbone 2 et 6 ne sont pas phosphorylés pour des raisons d'encombrement stérique — selon sept combinaisons différentes qui ont toutes été observées in vivo chez les animaux :
- Phosphatidylinositol monophosphates :
  - Phosphatidylinositol-3-phosphate, abrégé PtdIns3P ou PI(3)P
  - Phosphatidylinositol-4-phosphate, abrégé PtdIns4P ou PI(4)P
  - Phosphatidylinositol-5-phosphate, abrégé PtdIns5P ou PI(5)P

- Phosphatidylinositol bisphosphates :
  - Phosphatidylinositol-3,4-bisphosphate, abrégé PtdIns(3,4)P2 ou PI(3,4)P2
  - Phosphatidylinositol-3,5-bisphosphate, abrégé PtdIns(3,5)P2 ou PI(3,5)P2
  - Phosphatidylinositol-4,5-bisphosphate, abrégé PtdIns(4,5)P2, PI(4,5)P2 ou souvent simplement PIP2

- Phosphatidylinositol trisphosphate :
  - Phosphatidylinositol-3,4,5-trisphosphate, abrégé PtdIns(3,4,5)P3, PI(3,4,5)P3 ou souvent simplement PIP3.

Seuls les six premiers phosphoinositides ci-dessus se trouvent également chez les plantes .